# TeleBielingue
TeleBielingue ist ein zweisprachiges Regionalfernsehen aus der Stadt Biel. Der Sendestart war am 15. März 1999.
Gemäss eigenen Angaben ist es das einzige zweisprachige Regionalfernsehen Europas.

## Organisation
Der Produktionsstandort und Sitz ist in Biel. Programmleiter ist Laurent Wyss.
Die TeleBielingue AG gehört zur Gassmann Media AG.

## Geschichte
2021:
Admeira übernimmt die Vermarktung des Tele Romandie Combi (Canal Alpha, Canal 9, La Télé, Léman Bleu und TeleBielingue).
2020:
Die Konzession wurde ab 1. Januar 2020 für weitere 4 Jahre durch das BAKOM genehmigt. Das Refreshing der Studios wurde über den Sommer realisiert und per Mitte August 2020 in Betrieb genommen.
2019:
Telebielingue feiert sein 20-jähriges Jubiläum mit diversen Sondersendungen im Sendegebiet mit dem Publikum, verteilt über das ganze Jahr.
2011:
Im November wird ein neues Studio bezogen und die Grafiken aller Sendungen und Sender Idents komplett erneuert.
2010:
Die Sendetechnik wird erneuert und die Bildumstellung von 4:3 auf 16:9 vollzogen.
2009:
Erstmals strahlt TeleBielingue den grossen Bieler Fasnachtsumzug live aus. Im Rahmen einer rund vierstündigen Sendung wird ausführlich über das grosse Fest berichtet.
2008:
Im Juli wird TeleBielingue die neue Sendekonzession für die Amtsbezirke Biel, Nidau, Erlach, Büren, La Neuveville, Courtelary, Moutier, See (Fribourg) sowie die Agglomeration Grenchen erteilt. Die Bieler Gemeindewahlen live auf TeleBielingue: Während 5 Stunden wird mit Reportagen, Interviews, Podiumsdiskussionen und Publikumsumfragen über das politische Grossereignis berichtet.
2007:
Live-Übertragungen der Play-off-Spiele des EHC Biel und erstmalige Übertragung (zeitverschoben) des Bieler Fasnachts-Umzuges.
2006:
Erste Live-Übertragung eines EHCB-Matchs: EHC Biel wird Nati-B-Meister.
2000:
Am 15. März feiert TeleBielingue seinen 1. Geburtstag.
Im Dezember bezieht TeleBielingue die neuen Studio-Räumlichkeiten im Communication Center am Walserplatz 7 in Biel.
1999:
Im Januar wird das erste Studio bezogen. Beginn der Ausbildungsphase für die Moderatoren. Und die Videojournalisten üben den «Ernstfall».
Im Februar beginnt die letzte Schulungsetappe der Mitarbeitenden an der Front und hinter den Kulissen. Intensivtrainings und heisse Ablauftests sind angesagt.
15. März, 19 Uhr: Sendestart von TeleBielingue mit den ersten News
1998:
Der Programmdirektor nimmt im Februar seine Tätigkeit auf. Beginn mit konkreter Programm- und Personalplanung. Suche des Studios, Gespräche mit Designern für Erscheinungsbild etc.
Am 19. August werden die Konzessionsbeschwerden von TeleBärn und Loly TV durch den Bundesrat abgewiesen.
TeleBielingue stellt sich im September erstmals an der Bieler Messe der Öffentlichkeit vor. Ein erster Trailer wird eigens dafür produziert. Das neue Logo wird vorgestellt.
Geschichtsträchtiger Oktober: Gründung der TeleBielingue AG (TeleBielingue SA) durch die drei Partner W. Gassmann AG, Büro Cortesi und Co. und Fondation Canal 3 (Stiftung Canal 3).
Im November startet die Ausbildung für die Videojournalisten (Mitarbeiter der drei Partnermedien) in regelmässigen Workshops. Die Videojournalisten sind für das Filmen und den Schnitt zuständig. 65 Moderatoren werden getestet (Castings). Vier deutsch- und vier französischsprachige Mitarbeiter werden in der Folge per 1. März angestellt.
Im Dezember steht die Übernahme der Studioräumlichkeiten an der Neumarktstrasse 64 in Biel auf dem Plan. Anschliessend Beginn mit Umbau, Möblierung und Einbau der Technik.
1997:
Im März zerschlagen sich Gespräche mit TeleBärn.
Der Bundesrat erteilt am 8. Juli die Konzession an TeleBielingue. Das Sendegebiet entspricht dem Konzessionsgesuch.
Fortlaufende Planung im Hinblick auf die Aufnahme der Sendetätigkeit von TeleBielingue (Finanzen, juristische Struktur etc.)
TeleBärn und das Lysser «Loly TV» reichen im September Konzessionsbeschwerde gegen TeleBielingue ein.
Positive Vernehmlassung des Bundesamtes für Justiz mit Datum vom 18. Dezember gegen die Beschwerden von TeleBärn und des Vereins Lokalfernsehen Lyss und Umgebung (Loly TV).
1996:
Die Wintermonate bringen eine Annäherung der Standpunkte zwischen TeleBärn und TeleBielingue. Erste Gespräche mit Kabelnetzbetreibern und möglichen Partnerfirmen finden statt.
1995:
Erste Gespräche zwischen TeleBielingue und TeleBärn für eine künftige Zusammenarbeit laufen im Frühling. Diskutiert wird ein tägliches Programmfenster, das TeleBielingue für TeleBärn produzieren würde. Der Name «TeleBielingue» wird begründet. Ein erstes Logo entsteht.
Am 3. Juli reicht TeleBielingue das Konzessionsgesuch ein.
1994:
Zwischen den Initianten von TeleBielingue (W. Gassmann AG, Büro Cortesi und Radio Canal 3) finden Ende des Jahres erste Gespräche statt. Die TV-Sender TeleBärn und Canal Alpha + (Neuenburg) sind bereits auf Sendung.

## Programm
Seit dem Start im März 1999 strahlt TeleBielingue jeden Abend ab 19 Uhr ein stündiges Programm aus, welches dann jede Stunde wiederholt wird.
TeleBielingue sendet abwechslungsweise in (schweizer)deutscher und französischer Sprache.
Eine halbe Stunde in deutscher und eine halbe Stunde (ab 19.30 Uhr) in französischer Sprache.
Dazu werden alle Sendungen in Deutsch und Französisch produziert.
Das Programm in Deutsch und Französisch ist identisch.

## Zweisprachigkeit
Alle Sendungen auf TeleBielingue werden in Deutsch und Französisch produziert und ausgestrahlt. Damit hat sich TeleBielingue den regionalen Gegebenheiten angepasst. Die Region von TeleBielingue erstreckt sich in einen französischsprachigen Teil (Berner Jura), in einen deutschsprachigen Teil (Seeland, Grenchen) und in eine zweisprachige Region (Biel und Umgebung, Murten).
TeleBielingue übernimmt bewusst die Rolle der Brücke zwischen den beiden Sprachen und zwischen den beiden Kulturen und bedient beide Sprachen gleichwertig. Der ganze Sender ist konsequent zweisprachig.
Die Mehrsprachigkeit bringt nicht nur Mehraufwand sowie längere und kompliziertere Abläufe mit sich, sondern auch Mehrkosten.

## Logo und Name
Das Logo von TeleBielingue besteht aus einem grossen blauen B als Symbol für Biel, Bienne und Bilingue, in einer schräg gestellten Ellipse.
Beim Namen handelt es sich um eine Kombination von „Tele“ sowie „Bilingue“ (franz. für zweisprachig) und „Biel“.

## Technisches
Im Jahr 2010 wurde die gesamte Sendetechnik erneuert um auf 16:9 Betrieb umzustellen.
Der Formatwechsel von 4:3 auf 16:9 wurde dann am 27. Mai 2010 vollzogen.
Im Jahr 2011 wurde das alte Sendestudio durch ein neues Multifunktionsstudio (wo alle Studioaufnahmen entstehen) ersetzt und das gesamte On Air Design erneuert.

## Verbreitung
TeleBielingue sendet via Kabel (UPC Schweiz, QuickLine uvm.) und IPTV (Swisscom TV, Sunrise TV, Quickline uvm.) in Biel, Seeland, Grenchen, Berner Jura und dem Freiburger Seebezirk.

## Reichweite
TeleBielingue kann von den rund 260'000 Personen, die im Sendegebiet wohnen, empfangen werden. Täglich schauen über 40'000 Zuschauer TeleBielingue. Insgesamt schauen sich 108'000 das Programm regelmässig an (ein bis sieben Mal pro Woche).